# 343
El 343 (CCCXLIII) fou un any comú començat en dissabte del calendari julià.

## Esdeveniments
- Britànnia: Flavi Juli Constant, emperador romà, visita l'illa.[1]
- Milà (Itàlia): S'hi celebra un Concili.
- Sàrdica (Mèsia): S'hi celebra el Concili de Sàrdica.[2]